# Марьино (Талашкинское сельское поселение)
Марьино — упразднённая деревня в Смоленском районе Смоленской области России. Входила в состав Талашкинского сельского поселения. По состоянию на 2007 год постоянного населения не имела.
Располагалась в западной части области в 16 км к югу от Смоленска, в 7 км западнее автодороги А141 Орёл — Витебск, на берегу реки Шиловская. В 14 км северо-восточнее деревни расположена железнодорожная станция Тычинино на линии Смоленск — Рославль.

## История
В годы Великой Отечественной войны деревня была оккупирована гитлеровскими войсками в июле 1941 года, освобождена в сентябре 1943 года.
Упразднена в 2010 году.